# 濟斯瓦夫·貝克辛斯基

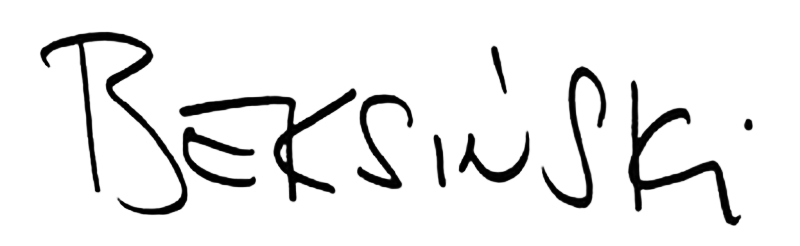
貝克辛斯基的簽名

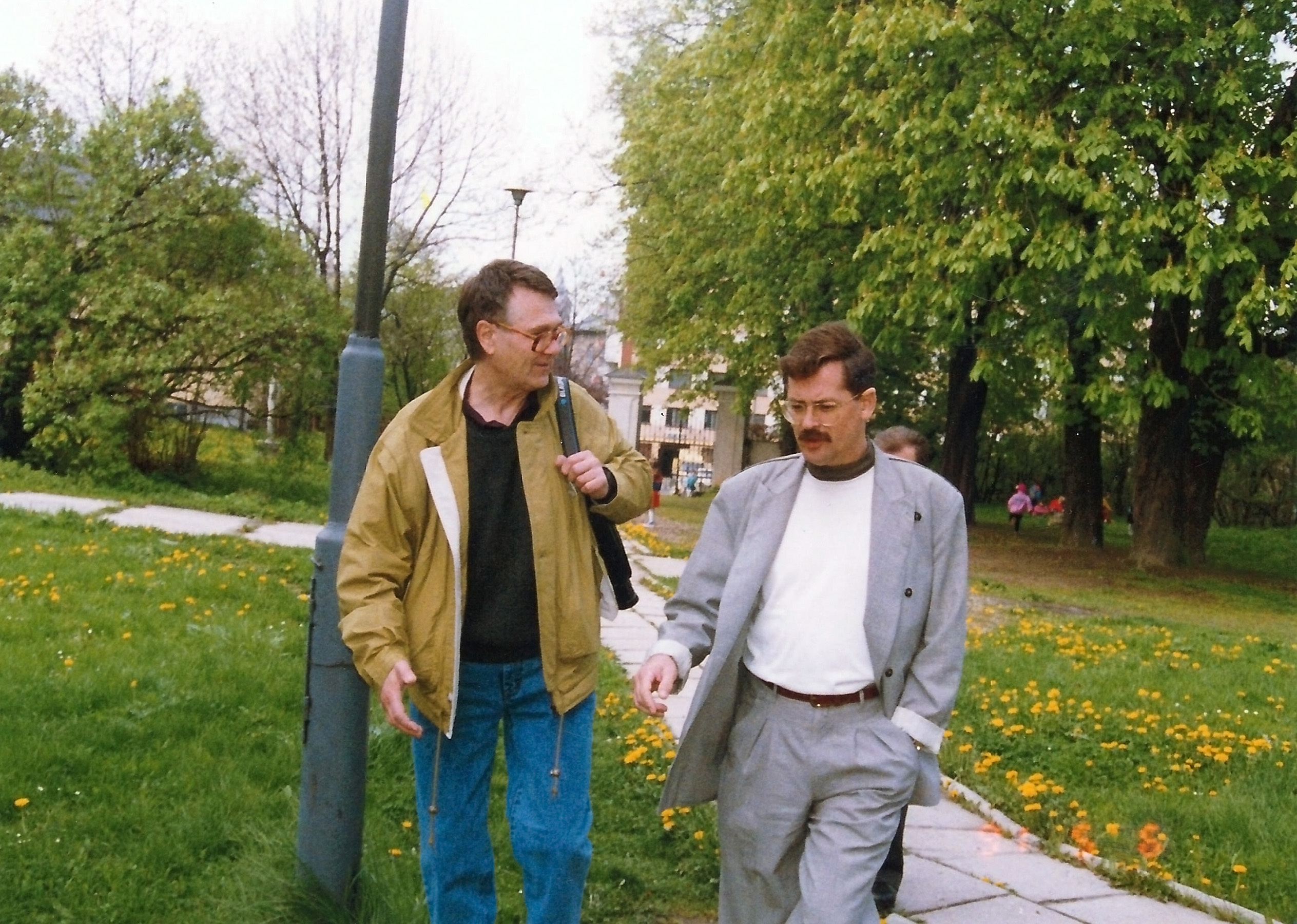
(1991)

濟斯瓦夫·貝克辛斯基 （波蘭語：Zdzisław Beksiński，1929年2月24日—2005年2月21日）是知名波蘭畫家、攝影師與雕刻創作者，擅長領域是空想藝術，常以死亡、地獄爲主題。貝克辛斯基稱呼自我的風格含有巴洛克與哥德的意涵。他的創作主要有兩個時期，第一個時期的作品普遍被認為含有表現主義色彩，以風格強烈的的「空想寫實」架構出超現實、末世般的煩憂場景。第二個時期風格更為抽象，以形式主義為主要特徵。貝克辛斯基於2005年遭謀殺身亡。

## 早期生活
貝克辛斯基出生於波蘭南方的薩諾克。求學階段在克拉科夫理工大学學習建築學，1955年，他完成學業並回到山諾克，從事建築工地的監工，但他討厭這樣的工作。在這段時期，他也對蒙太奇攝影、雕刻和繪畫產生了興趣。他以灰泥、金屬與電線等工地的材料從事雕刻創作。他的攝影作品，則以光線特別去強調臉部的皺褶、荒涼的風景與表面粗糙的靜物，這些主題往後也出現在他的繪畫中。他此時的創作已帶有悲淒與不安的氛圍，像是臉孔被撕裂的玩偶、臉孔被抹去或以纏繞著的繃帶所掩蓋的人像。之後他專注在繪畫上，他初期所從事抽象主義的創作，雖然他在1960年代的作品，看起來明顯受到超現實主義的啟發。

## 繪畫

### 技巧
貝克辛斯基沒有受過正式的藝術教育。他通常是把油彩畫在自己準備的硬木板上作畫。他也嘗試過使用丙乙烯顏料。他不喜歡安靜，作畫時總是會聽古典音樂。

### 空想寫實

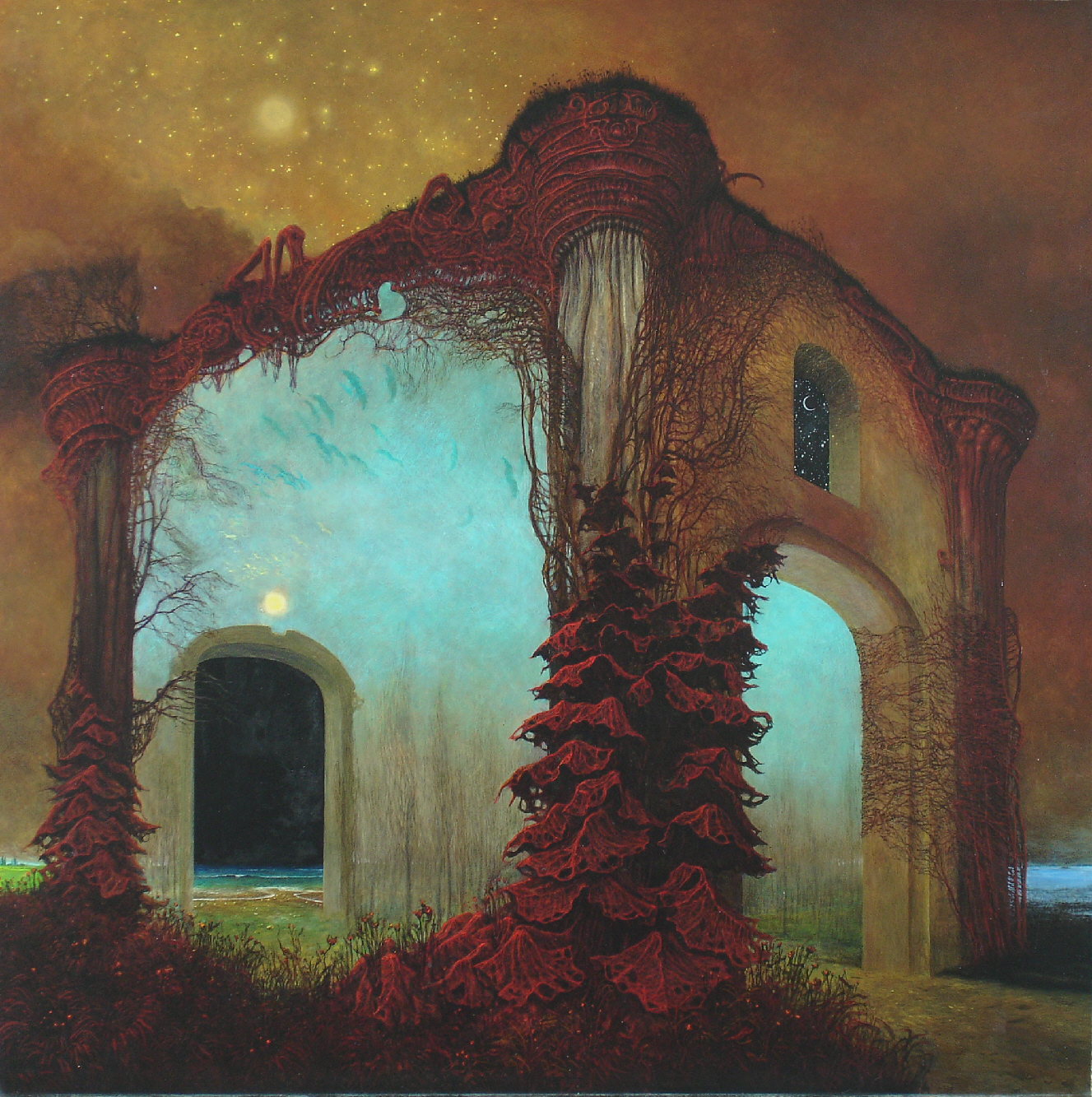
編號AA78的油畫，1978年

1964年他在華沙的一場展覽首次獲得了重大的成功，他所有參展的作品都順利賣出。這次的成功激勵貝克辛斯基以更強烈的熱情和更長的時間從事繪畫工作。他很快地成為波蘭當代藝術的代表人物之一。1960年代晚期到1980年代中期的一段時間，貝克辛斯基自稱為「空想時期」（Fantastic period），他此時的作品風格最廣為人所知，以非常真實的屍體、腐敗、骨架撐起的地景、荒蕪沙漠與變形的人體等元素，建構出超現實、末日後的風景。貝克辛斯基宣稱：「我希望把作品畫得像是在夢境中攝影一般」。以極度精細、寫實的物件呈現超現實的景觀是他此時作品的主要特徵。
儘管他的畫風猙獰、恐怖，但他宣稱大部分的人都誤解了他創作的意涵，他自認在他的作品中有許多樂觀、幽默的成分在裡面；因此他不為作品題名。此外，即使是他本人，有時也不曉得他的畫是什麼意思、該如何解釋，這也是他不為作品命名的原因之一。1977年，在搬至華沙之前，他在自家的後院焚毀了幾張自己的作品，沒有留下任何相關的文件或樣品。他表示是因為這些作品太過個人化、令人不滿意，因此他不希望別人看到這些作品。

### 晚期作品

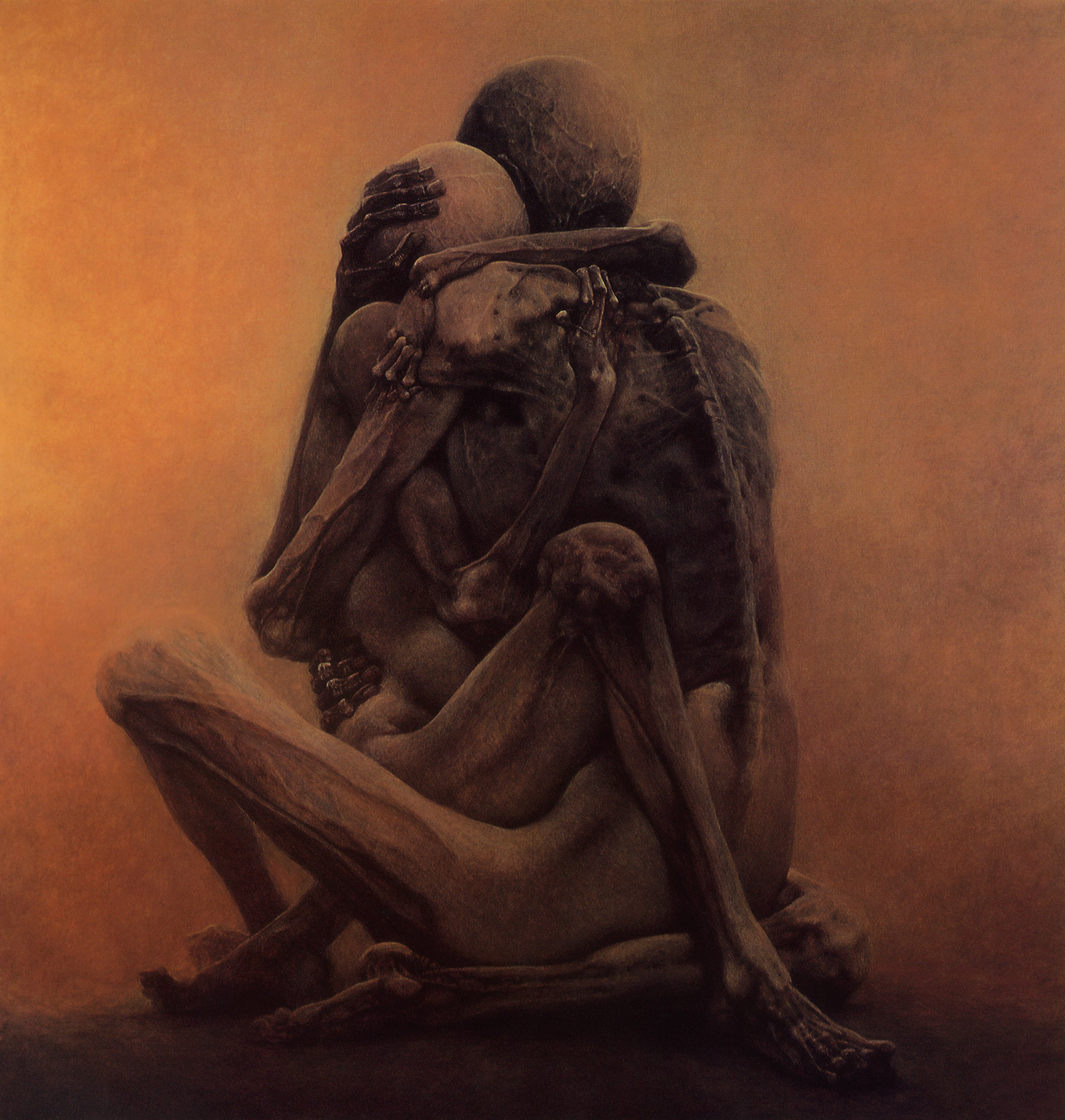
無題油畫，1984年

1980年代是貝克辛斯基的轉型時期。在這段期間，得力於好友Piotr Dmochowski的協助，他的作品在法國越來越受到歡迎，隨後在西歐、美國和日本，他也打出了一定的知名度。1980到1990年代，他的作品風格轉變為以抑鬱的色調，繪製巨大紀念碑、雕塑等形象的物體，包括十字架。此時期的作品以大量的線條構成，與「空想時期」的風格相比，畫面比較單純，但衝擊感一樣強烈。1994年，貝克辛斯基說道：「我所追求的是極度簡化的背景，同時以自然中所沒有的光影來繪製大幅變型的人體。這樣的畫讓人一眼就明白這是我的創作」。
1990年代他發現了電腦，網際網路，數位攝影與數位影像後製；直到他去世之前，數位影像變成他主要的創作媒材。

## 家庭悲劇

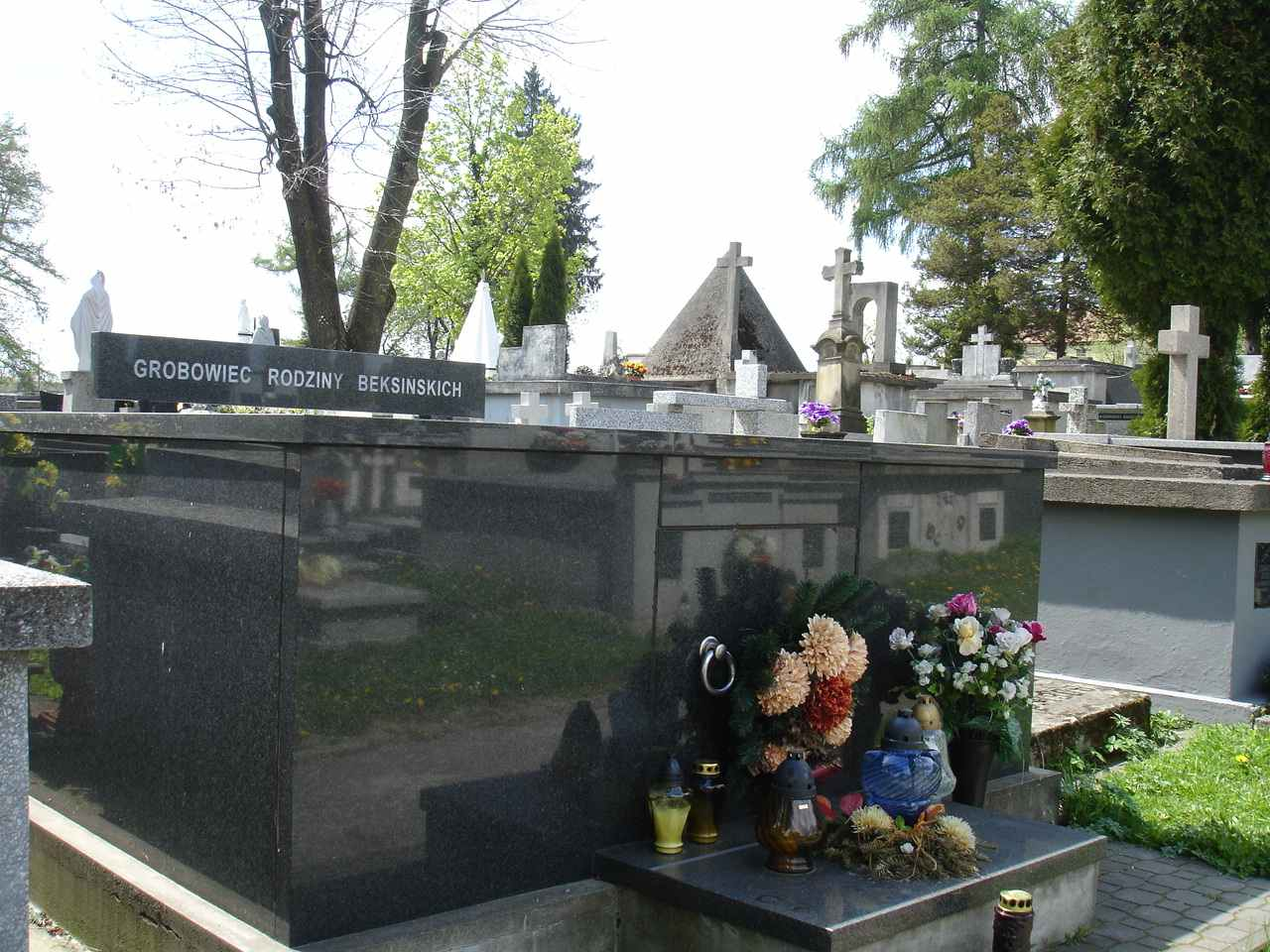
位於山諾克的貝克辛斯基家族墓園

1990年代晚期對貝克辛斯基個人來說是一段非常艱困的時期。他的妻子Zofia於1998年去世，一年之後，1999年的聖誕夜，他的兒子——知名的電台廣播員、音樂評論與電影翻譯工作者——湯瑪斯·貝克辛斯基自殺身亡，而發現他兒子屍體的正是貝克辛斯基本人。對於兒子的死，他一直無法平復過來，他在家裡的牆上釘了一封信，写到“我去世后转交给Tomek（湯瑪斯的暱稱）”。
2005年2月21日，貝克辛斯基的屍體在他家中被發現，身上共有17處被刺的傷口，鑑定後發現其中兩個傷口令克辛斯基致命。不久之後，警方逮捕嫌疑人羅伯·庫貝克（Robert Kupiec）與他的同夥。羅伯只有十來歲，是貝克辛斯基好友的兒子。隨後羅伯在審判中認罪行兇，由華沙法院於2006年11月9日判25年監禁，同謀盧卡斯（Łukasz Kupiec）被判5年。在貝克辛斯基死前，他曾拒絕借幾百茲羅提給羅伯。

## 私人生活
雖然貝克辛斯基的作品陰暗恐怖，但他本人卻相當風趣並富有幽默感，同時有點內向。他通常會避免出席公開場合，譬如畫展的開幕儀式。他把音樂當成是靈感的主要來源。他也自認受到文學、電影其他畫家的影響，但他很少外出，包括去博物館，也很少看展覽。
貝克辛斯基排斥任何對他作品的具體分析與評論。他說：「我無法理解怎能對繪畫做出理性決斷的評論」，他尤其討厭其他人對他作品的涵意提出單純膚淺的解釋。

## 藝術遺產
波蘭的山諾克有一間獻給貝克辛斯基的藝術館，由Belvedere藝廊的擁有者Valdemar R. Plusa營運。同時Plusa也經營貝克辛斯基的官方網站，上面展是有他的作品，並有銷售服務。2006年，位於琴斯托霍瓦城市藝廊的貝克辛斯基博物館開幕，收集170多張畫作，全部來自Dmochowski的私人收藏。美國莫哈韋沙漠中設立了一個常在貝克辛斯基後期畫作中出現的T型物體的雕塑。

## 資料來源
1. ↑  .   [2009-02-26]. （原始内容存档于2009-05-05）.

- Kulakowska-Lis, J. (Ed.) 2005: Beksiński 1, 3rd edn.; with introduction by Tomasz Gryglewicz. Bosz Art, Poland. ISBN 83-87730-11-4.
- Kulakowska-Lis, J. (Ed.) 2005: Beksiński 2, 2nd edn.; with introduction by Wieslaw Banach. Bosz Art, Poland. ISBN 83-87730-42-4.
- Cowan, J. (Ed.) 2006: The Fantastic Art of Beksinski - Zdzislaw Beksinski: 1929-2005, 3rd edn., Galerie Morpheus International, Las Vegas. ISBN 1883398-38-X.
- Dmochowski, A. & P. 1991: Beksiński - Photographies, Dessins, Sculptures, Peintures, 2nd edn., API Publishing (France?).
- Dmochowski, A. & P. 1991: Beksiński - Peintures et Dessins 1987-1991, 1st edn., API Publishing (France?).
- Gazeta Wyborcza, an interview with Zdzisław Beksiński:

## 外部連結
- Dmochowski Gallery （页面存档备份，存于）
- 濟斯瓦夫·貝克辛斯基的官方網站 （页面存档备份，存于）
- 濟斯瓦夫·貝克辛斯基的官方機構 - Belvedere 藝廊 （页面存档备份，存于）
- 濟斯瓦夫·貝克辛斯基的繪畫版本 （页面存档备份，存于）
- （页面存档备份，存于）
- 波蘭：逝去的藝術家。紀念濟斯瓦夫·貝克辛斯基 由電影導演Piotr Andrejew製作。KINO, no. 6/2005
- 贝克辛斯基新发现的3件作品